# ウェストカー・パピルス

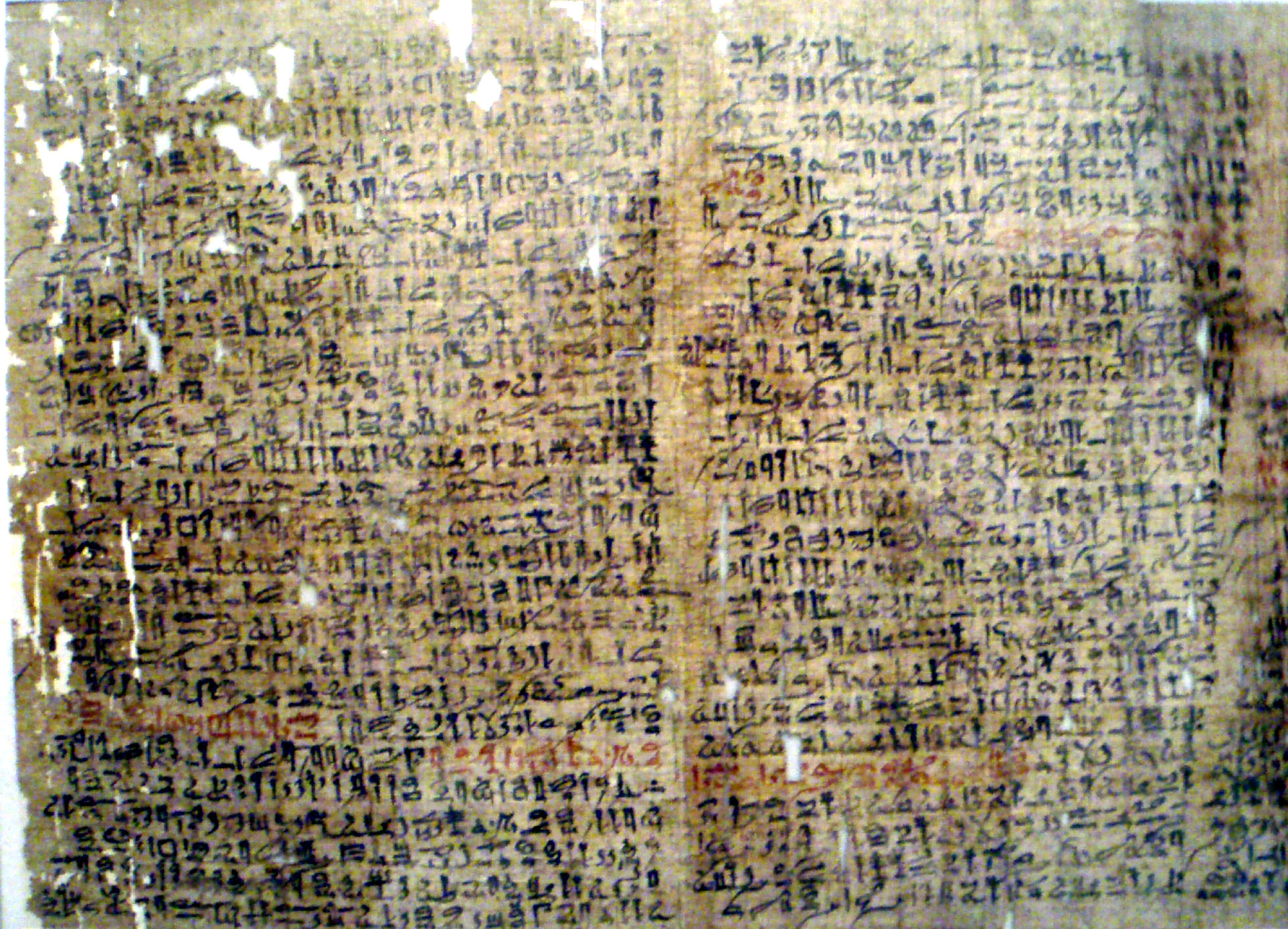
ウェストカー・パピルス（部分）

ウェストカー・パピルス (Westcar Papyrus, P. Berlin 3033) は、エジプト中王国時代にパピルスに書かれた文献。パピルスの名前は、所有していたイギリス人の名に由来している。

## 概要
ウェストカー・パピルスの現存する資料は12の段（カラム）からなる。Miriam Lichtheim は、文書の年代をヒクソス時代（紀元前18世紀から紀元前16世紀）と推定している。しかし、物語は中王国時代（紀元前20世紀頃）の一時期に創作されたとも、古王国時代から口承で伝えられていたものが中王国時代にパピルスに書き記されたとも考えられている。
文献の主人公はギザの大ピラミッドを建設したことで知られるクフ王で、王が9人の息子たちから話を聞くという構成であるが、最後の3人の話だけしか残されていない。

## 物語
息子の一人が語った物語は、ネブカ王の時代が舞台で、神プタハの神殿で神官を務める魔術師が妻と不倫をした男に鰐を差し向けて湖に沈めてしまう。もう一人の物語は、スネフェル王の時代が舞台で、神官である魔術師が魔法を用いて池の底に落ちた耳飾りを取り戻す。
最も年少の息子ジェデフホルは「スネフェル王のピラミッドの墓守・ジェディ翁はトート神の知恵を知っている」と言い出し、このジェディを連れてくる。
110歳だというジェディはクフ王の前で魔法を使い、クフ王を信用させた。ジェディは、クフ王が知りたがっていた「トート神の秘密の聖所の部屋の数」自体は知らないが、それが分かる文書の在処は知っていると言った。そしてその神の知恵を開くのは、ヘリオポリスのラー神官の（まだ生まれていない）3人の息子の長男であるとも。クフ王にとっては、王権をその生まれてもいない子に奪われるのは受け入れがたいが、その子が王になるのは3代後だと教えられる。
最後の物語はそれまでの形式からがらりと変わり、主眼は3人の息子を誕生させるレドジェデトへ移る。彼女の子供達が生まれる日、ラーはイシス、ネフティス、メスケネト、ヘケトそしてクヌムに対し、レドジェデトを助けるように命じる。イシスらは演奏家に変装し、難産に際してレドジェデトを手伝うために彼女の家に急ぐ。3人の子供達は生まれたが、それぞれが強くて健康であること、その手足は金で覆われ、ラピスラズリの頭飾りを着けていることが説明される。その後、レドジェデトの女中を務める使用人は、女主人と議論し、殴打を受けて逃げる。そして、何があったかをクフ王に話すと決める。しかし彼女は途中で兄に会い、彼に一部始終を話す。不愉快に思った兄もまた彼女を叩く。そして彼は水際の小道まで彼女を送ったが、その場所で鰐（クロコダイル）が彼女を捕らえることになる。続いて兄はレドジェデトに会いに行ったが、レドジェデトは少女を失ったことを嘆いている。兄は起こった事を告白し始め、そしてその場面でパピルスは終わる。
パピルスの失われた続きでは、クフ王の第4王朝から第5王朝への政権交代を描いていただろうと考えられている。

## 読書案内
- 「ウェストカー・パピルスの小話」

『古代エジプトの物語』矢島文夫訳編、社会思想社〈現代教養文庫〉、1974年、ISBN 978-4-390-10835-5。
- 「3つの魔法のおはなし」

ジョイス・ティルズリィ『古代エジプトのおはなし』杉亜希子訳、文芸社、2006年、ISBN 978-4-286-02039-6。
- 「トトの秘密」

ジョナサン・ディー『図説エジプト神話物語』山本史郎、山本泰子共訳、原書房、2000年、ISBN 978-4-562-03290-7。
- 『古代オリエント集』杉勇（他）訳、筑摩書房〈筑摩世界文学大系1〉、1978年、ISBN 978-4-480-20601-5。